# 庫班-黑海蘇維埃共和國
庫班-黑海蘇維埃共和國（俄语：Кубано-Черноморская Советская Республика）是蘇俄扶持的一個國家。這個國家是由黑海蘇維埃共和國和庫班蘇維埃共和國合併而成的，之後又和斯塔夫羅波里蘇維埃共和國、捷列克蘇維埃共和國合併為北高加索蘇維埃共和國。